# 58e armée (Russie)
Pour l’article homonyme, voir 58e armée (Japon).
La 58e armée était une grande unité soviétique qui combattit sur le front de l'Est de la Seconde Guerre mondiale, de 1941 à 1953, notamment en Ciscaucasie.
En 1995, la 58e armée combinée (en russe 58-я общевойсковая армия ; en abrégé 58 ОА) est organisée au sein de l'Armée de terre russe, dans le district militaire sud, affectée au pied du Caucase avec son état-major à Vladikavkaz en Ossétie du Nord-Alanie.
Elle participe à la guerre russo-géorgienne puis à la guerre du Donbass et à l'Invasion de l'Ukraine par la Russie depuis 2022.

## Grande Guerre patriotique

### Première formation
La 58e armée soviétique est constituée pour la première fois dans le district militaire de Sibérie en novembre 1941, avec les 362e, 364e, 368e, 370e, 380e et 384e divisions de fusiliers, ainsi que la 77e division de cavalerie, le tout sous le commandement de Vassili Ivanovitch Kouznetsov. Devant servir dans la réserve de la Stavka, l'armée est ensuite affectée au district militaire d'Arkhangelsk. En février 1942, ses divisions sont affectés à d'autres armées et ce qui reste de cette formation sert de cadre en mai 1942 à la formation de la 3e armée de chars dans le district militaire de Moscou.

### Deuxième formation
La 58e est reformée au sein du front de Kalinine en juin-juillet 1942, comprenant les 16e et 27e divisions de fusiliers de la Garde, les 215e et 375e divisions de fusiliers, ainsi que les 35e et 81e brigades de tanks. L'armée devient la 39e armée en août 1942.

### Troisième formation
La 58e armée est remise sur pied à la fin d'août 1942, au sein du front transcaucasien, à partir de ce qui reste de la 24e armée complété par un encadrement du NKVD (y compris le général commandant l'armée). Composée des 271e et 416e divisions de fusiliers, ainsi que de la division de Makhatchkala du NKVD (chargé de maintenir l'ordre dans la RSS autonome du Daghestan), l'armée est affectée d'abord dans la RSS autonome de Tchétchénie-Ingouchie : elle a parmi ses missions la surveillance et la répression des Tchétchènes et Ingouches.
En novembre 1943, quand le front du Nord-Caucase prépare l'opération Kertch-Eltigen, les divisions de la 58e armée sont réaffectées et l'état-major devient celui du district militaire de la Volga.

## armée de Terre russe
En 1995, la 58e armée combinée est mise sur pied à Vladikavkaz à partir du 52e corps d'armée, au sein du district militaire du Nord Caucase.

### Guerres dans le Caucase

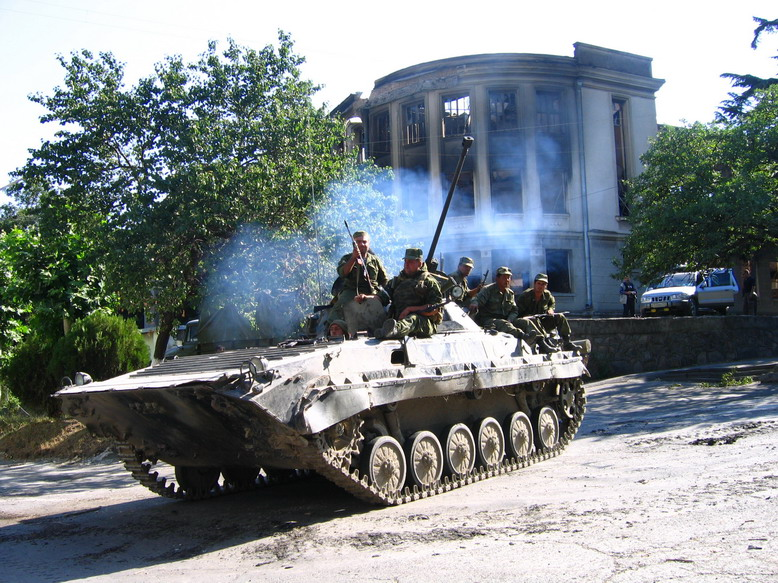
BMP-2 de la russe du district militaire du Caucase du Nord lors de la guerre d'Ossétie du Sud en 2008.

L'armée est engagée en 1999-2000 dans la seconde guerre de Tchétchénie, pendant laquelle certaines de ses unités sont accusées de crimes de guerre.
Le 3 août 2008, dans le cadre de la guerre russo-géorgienne (alias guerre d'Ossétie du Sud), cinq bataillons de la 58e armée combinée franchissent le Caucase par le tunnel de Roki, entrant en Ossétie du Sud-Alanie, une république séparatiste de la Géorgie. Les combats contre les unités géorgiennes se concentrent ensuite dans et autour de Tskhinvali.

### Composition
Le district militaire sud, le nouveau nom depuis 2010 du district qui couvre la région du Caucase du Nord, dispose de quatre grandes unités russes : la 8e armée de la Garde à Novotcherkassk, la 49e armée à Stavropol, la 58e armée à Vladikavkaz et le 22e corps d'armée à Sébastopol. La 58e armée est composée depuis 2020 des unités suivantes :
- la 34e brigade de commandement, à Vladikavkaz en Ossétie du Nord ;
- la 42e division de fusiliers motorisés de la Garde Evpatoriskaïa, à Khankala, Chali, Kalinovskaya et Borzoy en Tchétchénie :
  - 70e régiment de fusiliers motorisés de la Garde, à Chali ;
  - 71e régiment de fusiliers motorisés de la Garde, à Kalinovskaïa ;
  - 291e régiment de fusiliers motorisés de la Garde, à Borzoy ;
  - 50e régiment d'artillerie automotrice, à Chali ;
- la 19e division de fusiliers motorisés Voronej-Choumlinskaïa (120 véhicules BMP-3, 41 chars T-90A, 36 blindés BTR-80, etc.), à Vladikavkaz :
  - 429e régiment de fusiliers motorisés, à Mozdok ;
  - 503e régiment de fusiliers motorisés, à Troitskaïa (ru) en Ingouchie ;
  - 693e régiment de fusiliers motorisés, à Vladikavkaz ;
  - 292e régiment d'artillerie automotrice, à Vladikavkaz ;
- la 136e brigade de fusiliers motorisés de la Garde Oumansko-Berlinskaïa (120 BMP-3, 41 T-72B3, 36 BTR-80, etc.), à Bouïnaksk au Daghestan ;
- la 4e base militaire de la Garde Vapniarsko-Berlinskaïa (120 BMP-2, 41 T-72BM, 36 BTR-80A, 15 MT-LB, 4 BRDM-2, 18 pièces d'artillerie 2S3M Akatsiya, 18 BM-21 Grad, 4 BM-30 Smertch, 24 mortiers 2S12 Sani, 12 canons MT-12 Rapira, 12 lance-missiles 9P148 Konkours-S, 12 9A33BM2 Osa, 6 9K34/35 Strela-10, 6 2S6M Toungouska, 27 9K38 Igla)[2], à Java (ru) et Tskhinvali en Ossétie du Sud ;
- la 12e brigade de missiles (12 Iskander-M), à Mozdok ;
- la 291e brigade d'artillerie de la Garde (18 2S65 Msta-B, 18 9K123 Khrizantema-S, 12 MT-12 Rapira et 8 BM-27 Ouragan), à Troitskaïa ;
- la 67e brigade de missiles antiaériens (36 9K37-M1 Bouk-M1), à Vladikavkaz ;
- la 100e brigade de reconnaissance (GAZ-2975 Tigr), à Mozdok-7 ;
- le 40e régiment de protection NBC (9 TOS-1 Buratino, 18 BMO-T avec RPO-A Chmel, véhicules de reconnaissance chimique, véhicules de décontamination et générateurs de fumée), à Troitskaïa ;
- le 30e régiment du génie, à Prokhladny en Kabardino-Balkarie ;
- la 78e brigade de soutien logistique, à Boudionnovsk[3] ;
- 14e bataillon de guerre électronique, à Vladikavkaz.

### Commandants

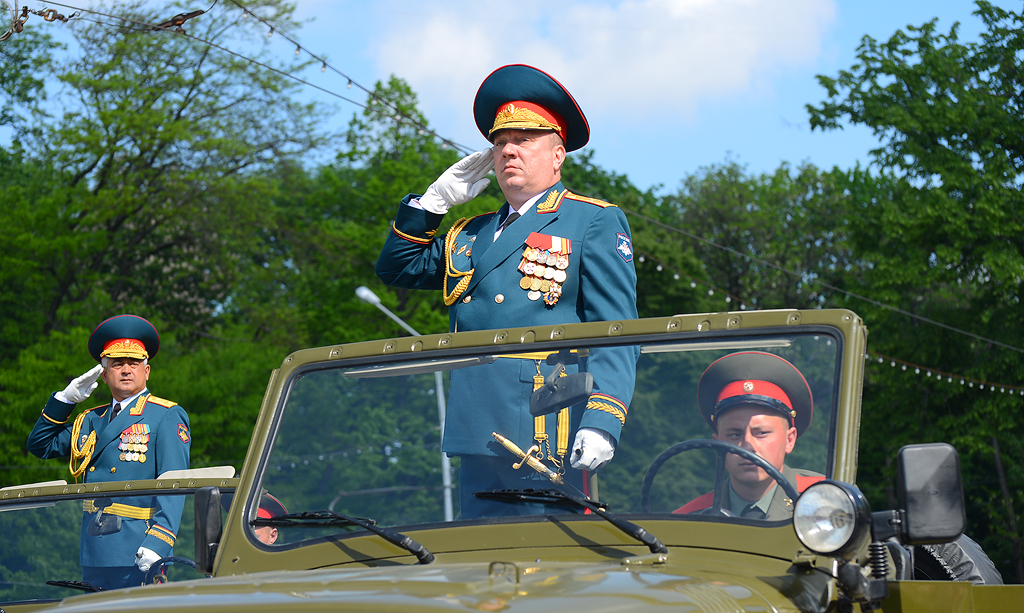
Gourouliev, commandant et Nikiforov, chef d'état-major en 2013.

- 1995 - 1997 : lieutenant-général Guennadi Trotchev
- 1997 - 1999 : lieutenant-général Anatoli Sidiakine
- 1999 - 2000 : lieutenant-général Vladimir Chamanov
- 2001 - 2003 : major-général Valeri Guerassimov

...
- 2010-2012 : major-général Andreï Valerievitch Kartopolov ;
- 2012-2016 : major-général Andreï Viktorovitch Gourouliev ;
- 2016-2017 : major-général Sergueï Iourievitch Kouzovlev ;
- 2017-2019 : major-général Evgeny Valerievitch Nikiforov ;
- 2019-2020 : major-général Sergueï Borissovitch Ryjkov ;
- de septembre 2020 au 8 juin 2022 : lieutenant-général Mikhaïl Stepanovitch Zousko ;
- du 8 juin 2022 au 11 juillet 2023 : major-général Ivan Ivanovitch Popov ;
- depuis le 11 juillet 2023 : lieutenant-général Denis Igorevitch Liamine[4].

### Guerre contre l'Ukraine
Pour un article plus général, voir Invasion de l'Ukraine par la Russie depuis 2022.

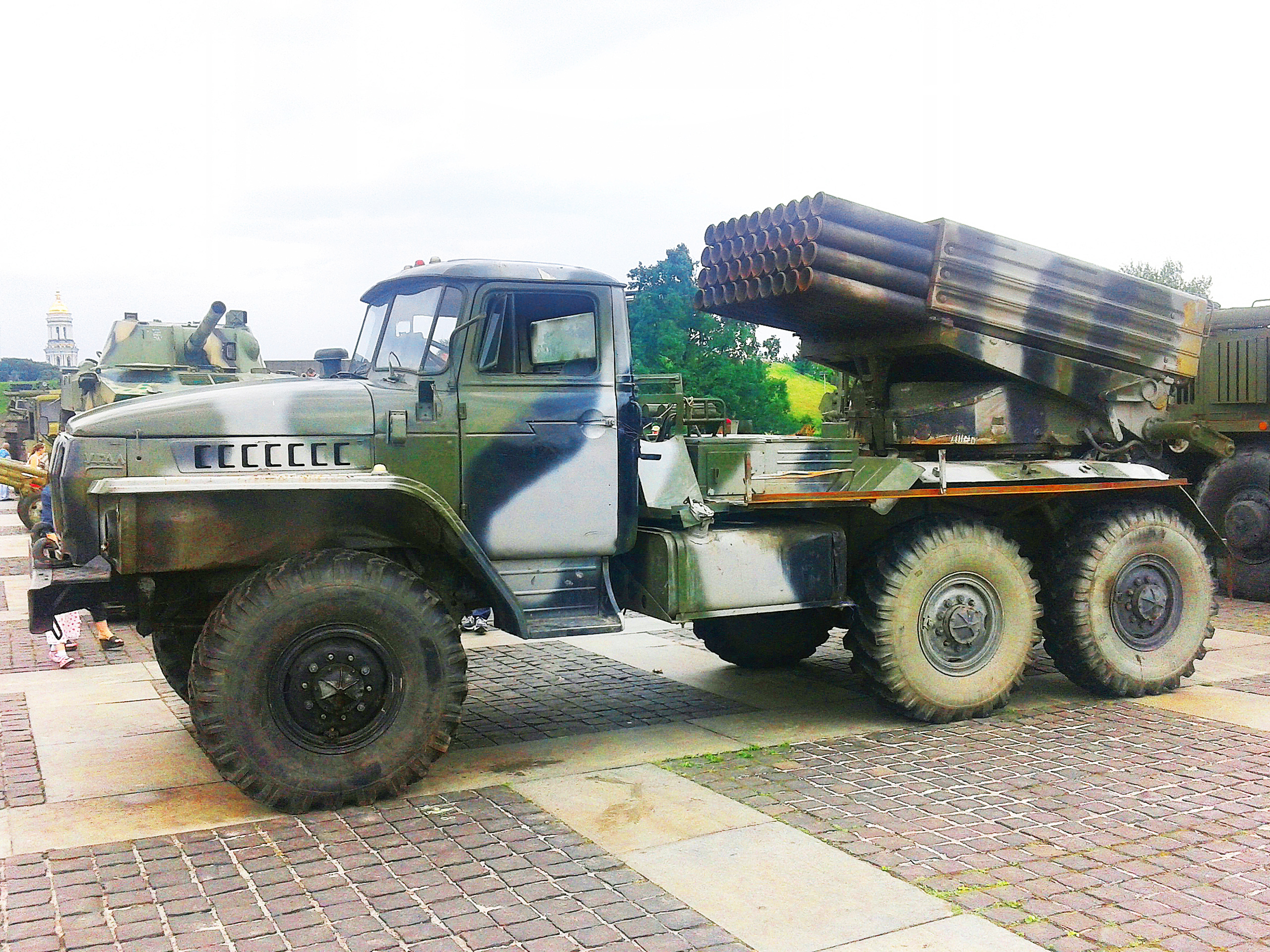
Un BM-21 Grad portant les marques d'une des unités de la combinée, exposé à Kyïv après sa prise par les troupes ukrainiennes.

En juin 2014, des unités de la 58e armée sont engagées dans la guerre du Donbass.
À la fin de 2021, l'état-major de la 58e armée combinée est déplacée en Crimée, avec sous son contrôle opérationnel de 12 à 17 groupes tactiques de bataillon (BTG). Lors de l'invasion de l'Ukraine, les éléments de la 58e armée combinée sont identifiés au sud de l'Ukraine dès le premier jour de l'offensive. Le 25 février, des unités de la 42e division sont identifiées aux abords de Kherson.
Les combats sur la rive droite du Dnipro entre Kherson et Mykolaïv sont ensuite confiés aux groupements tactiques du 22e corps d'armée (renforcés par la 10e brigade des Spetsnaz et la 7e division des VDV) à partir du 1er mars ; les unités de la 58e armée combinée ainsi libérées sont envoyées plus à l'est, en amont de la rive gauche, en direction notamment de Zaporijjia, s'emparant au passage la centrale nucléaire du même nom à Enerhodar dans la nuit du 3 au 4 mars. À la mi-mars, deux BTG de la 42e division sont localisés au sud de Zaporijjia, tandis que deux autres BTG de la même division (ceux de la 71e brigade) sont face à Houliaïpole.
De la mi-mars à avril, l'état-major de la 58e armée commande aux troupes russes déployées sur la défensive de Vassylivka (qui borde le réservoir de Kakhovka) jusqu'à Staromlynivka (uk) : la 19e division à l'ouest, la 136e brigade au centre et la 42e division à l'est, cette dernière faisant la liaison avec la 150e division (de la 8e armée) qui tient Volnovakha (dans l'oblast de Donetsk). La 58e armée a aussi sous sa responsabilité la partie occidentale du siège de Marioupol, y contrôlant les 810e (de la flotte de la mer Noire) et 177e brigades (de la flottille de la Caspienne) d'infanterie navale.